# Катя Бахруш
Катя Бахруш (1 січня 1989) — ліванська плавчиня.
Учасниця Олімпійських Ігор 2012 року.